# Мюллер, Филипп Генрих
Мюллер, Филипп Генрих (англ. Phillip Henry Muller) — политик и дипломат Маршалловых островов. Постоянный представитель Маршалловых островов в ООН (с 2008 года).

## Биография
Родился 2 января 1956 года. В 1971—1975 он получил образование в средней школе Ксавье в Чуук. В течение следующих четырёх лет учился в Университете Рокхерста в Канзас-Сити, штат Миссури США.
В 1980 году он начал работать в министерстве социального обеспечения. С 1982 года в Министерстве иностранных дел. В 1984 году он был избран в парламент, где был депутатом до 1999 года. Вошёл в правительство Амата Кабу, где занимал должности министра Кабинета министров (1984—1986), министра образования (1986—1994) и министра иностранных дел (1994—1996). Мюллер занимал должность министра иностранных дел при Кунио Лемар (1996—1997) и Имати Кабу (1997—1999). После ухода из политики он занялся бизнесом. В 2008 году он вернулся к общественной жизни и был назначен постоянным представителем Маршалловых островов в ООН. Женат, имеет четверых детей.